# Lutropina
Lutropina, hormon luteinizujący, LH (od ang. luteinizing hormone) – glikoproteinowy hormon gonadotropowy wydzielany przez komórki gonadotropowe przedniego płata przysadki mózgowej. Wydzielanie to jest stymulowane przez podwzgórzową gonadoliberynę (GnRH).
U samców lutropina odpowiedzialna jest za funkcjonowanie komórek śródmiąższowych jąder, które z kolei produkują testosteron – wówczas nazywana jest hormonem stymulującym komórki śródmiąższowe (ICSH, od ang. interstitial-cell-stimulating hormone). Zwiększone stężenie testosteronu we krwi hamuje wydzielanie gonadoliberyny oraz lutropiny. 
U samic szczytowe stężenie tego hormonu we krwi w ostatnich dniach fazy pęcherzykowej cyklu miesiączkowego doprowadza do pęknięcia pęcherzyka jajnikowego, czyli do owulacji. Po uwolnieniu komórki jajowej do jajowodu lutropina odpowiada za luteinizację ciałka żółtego, to znaczy za przekształcenie komórek ziarnistych w komórki luteinowe (wytwarzające progesteron), a komórek warstwy wewnętrznej osłony pęcherzyka  w komórki paraluteinowe (wytwarzające estrogeny). Podtrzymuje również wytwarzanie progesteronu i estrogenów przez ciałko żółte. Niskie stężenie lutropiny we wczesnej fazie folikularnej cyklu miesiączkowego (od drugiego do piątego dnia cyklu miesiączkowego) może być spowodowane niedoczynnością tarczycy.